# Veliko Bonjince
Veliko Bonjince (en serbe cyrillique : Велико Боњинце) est un village de Serbie situé dans la municipalité de Babušnica, district de Pirot. Au recensement de 2011, il comptait 273 habitants.

## Démographie
| 1948  | 1953  | 1961  | 1971 | 1981 | 1991 | 2002 | 2011 |
| ----- | ----- | ----- | ---- | ---- | ---- | ---- | ---- |
| 1 438 | 1 408 | 1 246 | 952  | 835  | 678  | 459  | 273  |

|  |